# Interdisciplinarità
Il termine interdisciplinarità (erronea la forma interdisciplinarietà) indica un argomento, una materia, una metodologia o un approccio culturale, che abbraccia conoscenze e competenze di più settori scientifici o di più discipline di studio; tale termine non va confuso con multidisciplinarità, pluridisciplinarità, e transdisciplinarità, che hanno significati differenti.
Molto diffuso nel linguaggio, scientifico, tecnico e professionale contemporaneo, in quanto evidenzia quel processo di integrazione di conoscenze e di competenze che spesso è indispensabile per affrontare in modo completo ed efficace determinati problemi, per gli stessi motivi e per superare la frammentazioni dei saperi connessa all'organizzazione della scuola secondaria l'interdisciplinarità è un obiettivo costante in tutte le moderne teorie didattiche. Tuttavia, le prime affermazioni sulla crucialità dell'approccio interdisciplinare in campo scientifico datano ai primi anni '50, con la dichiarazione del premio Nobel per l'economia Gunnar Myrdal:
(Gunnar Myrdal, The Relation Between Social Theory and Social Policy (1953))

## Sviluppo

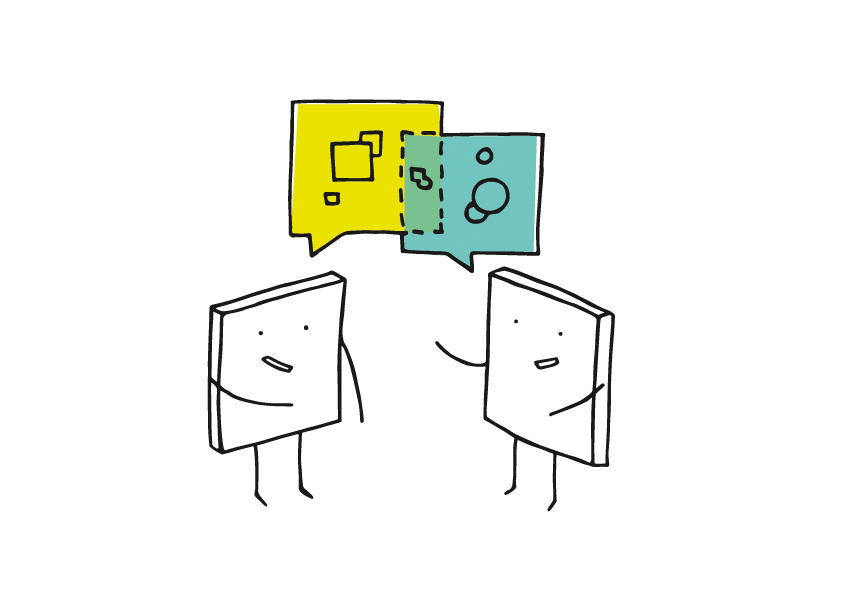
Concept che illustra l'interdisciplinarità tra due individui

Sebbene "interdisciplinare" e "interdisciplinarità" (in inglese "interdisciplinary" e "interdisciplinarity") siano spesso visti come termini del ventesimo secolo, il concetto ha antecedenti storici, in particolare nella filosofia greca. Julie Thompson Klein attesta che "le radici dei concetti risiedono in una serie di idee che risuonano attraverso il discorso moderno: le idee di una scienza unificata, conoscenza generale, sintesi e integrazione della conoscenza", mentre Giles Gunn dice che storici e drammaturghi greci hanno preso elementi da altri regni della conoscenza (come la medicina o la filosofia) per comprendere ulteriormente il proprio materiale. La costruzione delle strade romane richiedevano uomini che capissero il rilevamento, la scienza dei materiali, la logistica e molte altre discipline. Qualsiasi progetto umanista di larghe vedute implica l'interdisciplinarità, e la storia mostra una moltitudine di casi, come il compito di Leibniz del XVII secolo di creare un sistema di giustizia universale, che richiedeva linguistica, economia, management, etica, filosofia del diritto, politica e persino sinologia.
I programmi interdisciplinari a volte nascono dalla convinzione condivisa che le discipline tradizionali non siano in grado o non vogliano affrontare un problema importante. Ad esempio, le discipline delle scienze sociali come l'antropologia e la sociologia hanno prestato poca attenzione all'analisi sociale della tecnologia per la maggior parte del ventesimo secolo. Di conseguenza, molti scienziati sociali con interessi nella tecnologia hanno aderito a programmi di scienza, tecnologia e società, che in genere sono composti da studiosi tratti da numerose discipline. Possono anche derivare da nuovi sviluppi della ricerca, come la nanotecnologia, che non possono essere affrontati senza combinare gli approcci di due o più discipline. Esempi includono l'elaborazione delle informazioni quantistiche, una fusione di fisica quantistica e informatica, e bioinformatica, che combina la biologia molecolare con l'informatica. Lo sviluppo sostenibile come area di ricerca si occupa di problemi che richiedono analisi e sintesi tra le sfere economica, sociale e ambientale; spesso un'integrazione di molteplici discipline delle scienze sociali e naturali. La ricerca interdisciplinare è anche fondamentale per lo studio delle scienze della salute, ad esempio nello studio di soluzioni ottimali alle malattie. Alcuni istituti di istruzione superiore offrono corsi di laurea accreditati in studi interdisciplinari.
A un altro livello, l'interdisciplinarità è vista come un rimedio agli effetti nefasti dell'eccessiva specializzazione e dell'isolamento nei silos informativi (un metodo di gestione in cui un sistema di informazioni non è in grado di funzionare reciprocamente con altri che dovrebbero essere correlati). Secondo alcuni punti di vista, tuttavia, l'interdisciplinarità è interamente debitrice a coloro che si specializzano in un campo di studio, vale a dire, senza specialisti, gli interdisciplinari non avrebbero informazioni né esperti di spicco da consultare. Altri pongono il fulcro dell'interdisciplinarità sulla necessità di trascendere le discipline, considerando l'eccessiva specializzazione come problematica sia epistemologicamente che politicamente. Quando la collaborazione o la ricerca interdisciplinare porta a nuove soluzioni ai problemi, molte informazioni vengono restituite alle varie discipline coinvolte. Pertanto, sia i disciplinari che gli interdisciplinari possono essere visti in relazione complementare l'uno con l'altro.

## Barriere
Poiché la maggior parte dei partecipanti alle iniziative interdisciplinari è stata formata nelle discipline tradizionali, devono imparare ad apprezzare le differenze di prospettive e metodi. Ad esempio, una disciplina che pone maggiormente l'accento sul rigore quantitativo può produrre professionisti che sono più scientifici nella loro formazione rispetto ad altri; a loro volta, i colleghi di discipline "più morbide" che possono associare approcci quantitativi con difficoltà a cogliere le dimensioni più ampie di un problema e un minor rigore nell'argomentazione teorica e qualitativa. Un programma interdisciplinare potrebbe non avere successo se i suoi membri rimangono bloccati nelle loro discipline (e negli atteggiamenti disciplinari). Coloro che mancano di esperienza nelle collaborazioni interdisciplinari potrebbero anche non apprezzare appieno il contributo intellettuale dei colleghi di quelle discipline. Dal punto di vista disciplinare, tuttavia, gran parte del lavoro interdisciplinare può essere visto come "morbido", privo di rigore o ideologicamente motivato; queste convinzioni pongono barriere nei percorsi di carriera di coloro che scelgono il lavoro interdisciplinare. Ad esempio, le domande di sovvenzione interdisciplinare sono spesso valutate da revisori paritari tratti da discipline consolidate; non sorprende che i ricercatori interdisciplinari possano avere difficoltà a ottenere finanziamenti per la loro ricerca. Inoltre quando cercano una promozione e un incarico, è probabile che alcuni dei valutatori manchino di impegno per l'interdisciplinarità. Potrebbero temere che impegnarsi nella ricerca interdisciplinare aumenti il rischio di vedersi negare la cattedra.
Anche i programmi interdisciplinari possono fallire se non viene data loro sufficiente autonomia. Ad esempio, i docenti interdisciplinari sono solitamente reclutati per un incarico congiunto, con responsabilità sia in un programma interdisciplinare (come gli studi sulle donne) sia in una disciplina tradizionale (come la storia). Se la disciplina tradizionale prende le decisioni sul mandato, la nuova facoltà interdisciplinare esiterà a impegnarsi completamente nel lavoro interdisciplinare. Altre barriere includono l'orientamento generalmente disciplinare della maggior parte delle riviste accademiche, che porta alla percezione, se non al fatto, che la ricerca interdisciplinare sia difficile da pubblicare. Inoltre, poiché le pratiche di bilancio tradizionali nella maggior parte delle università incanalano le risorse attraverso le discipline, diventa difficile tenere conto dello stipendio e del tempo di un determinato studioso o insegnante. Durante i periodi di contrazione del bilancio, la tendenza naturale a servire il collegio elettorale primario (cioè gli studenti che si specializzano nella disciplina tradizionale) rende scarse le risorse per l'insegnamento e la ricerca relativamente lontane dal centro della disciplina come tradizionalmente intesa.
A causa di queste e altre barriere, le aree di ricerca interdisciplinare sono fortemente motivate a diventare esse stesse discipline. In caso di successo, possono stabilire i propri programmi di finanziamento della ricerca e prendere le proprie decisioni in materia di mandato e promozione. In tal modo, riducono il rischio di ingresso. Esempi di precedenti aree di ricerca interdisciplinare che sono diventate discipline, molte delle quali prendono il nome dalle loro discipline madri, includono neuroscienze, cibernetica, biochimica e ingegneria biomedica. Questi nuovi campi sono occasionalmente indicati come "interdiscipline". D'altra parte, anche se le attività interdisciplinari sono ora al centro dell'attenzione delle istituzioni che promuovono l'apprendimento e l'insegnamento, nonché delle entità organizzative e sociali interessate all'educazione, esse si trovano praticamente ad affrontare barriere complesse, serie sfide e critiche. Gli ostacoli e le sfide più importanti affrontati dalle attività interdisciplinari negli ultimi due decenni possono essere suddivisi in ostacoli "professionali", "organizzativi" e "culturali".

## Studi interdisciplinari e studi di interdisciplinarità

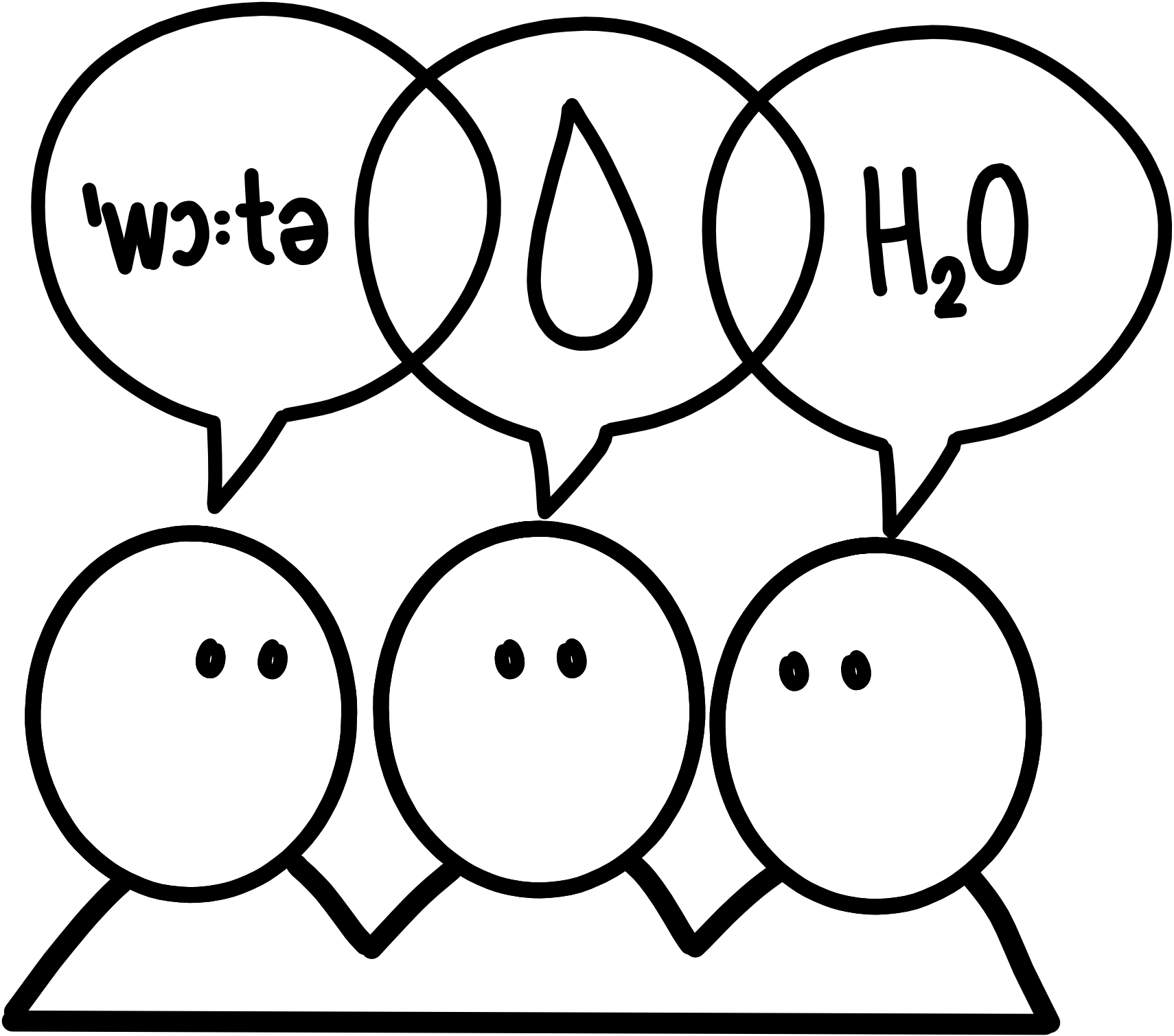
Concept di interdisciplinarità fra tre individui

Una prima distinzione va fatta tra gli studi interdisciplinari, che oggi si trovano diffusi in tutto il mondo accademico, e lo studio dell'interdisciplinarità, che coinvolge un gruppo molto più ristretto di ricercatori. Il primo è istanziato in migliaia di centri di ricerca negli Stati Uniti e nel mondo. Quest'ultima ha un'organizzazione statunitense, l'Association for Interdisciplinary Studies (fondata nel 1979), due organizzazioni internazionali, l'International Network of Inter- and Transdisciplinarity (fondata nel 2010) e la Philosophy of/as Interdisciplinarity Network (fondato nel 2009). Dal 1º settembre 2014 il Centro per lo studio dell'interdisciplinarità (Center for the Study of Interdisciplinarity) ha cessato di esistere. Questo è il risultato di decisioni amministrative presso l'University of North Texas.
Uno studio interdisciplinare è un programma o un processo accademico che cerca di sintetizzare ampie prospettive, conoscenze, abilità, interconnessioni ed epistemologia in un contesto educativo. Possono essere istituiti programmi interdisciplinari per facilitare lo studio di materie che hanno una certa coerenza, ma che non possono essere adeguatamente comprese da un'unica prospettiva disciplinare (ad esempio, studi sulle donne o studi medievali). Più raramente, ea un livello più avanzato, l'interdisciplinarità può essa stessa diventare oggetto di studio, in una critica ai modi di segmentare la conoscenza delle discipline istituzionalizzate.
Al contrario, gli studi sull'interdisciplinarità sollevano all'autocoscienza domande su come funziona l'interdisciplinarità, la natura e la storia della disciplinarità e il futuro della conoscenza nella società postindustriale. I ricercatori del Centro per lo studio dell'interdisciplinarità hanno operato una distinzione tra filosofia 'di' e 'come' interdisciplinarità, la prima identificando una nuova, discreta area all'interno della filosofia che solleva questioni epistemologiche e metafisiche sullo statuto del pensiero interdisciplinare, con la seconda indicando una pratica filosofica che a volte viene chiamata "filosofia del campo" (field philosophy).
Forse la lamentela più comune riguardante i programmi interdisciplinari, da parte di sostenitori e detrattori allo stesso modo, è la mancanza di sintesi, ovvero, agli studenti vengono fornite molteplici prospettive disciplinari, ma non viene fornita una guida efficace per risolvere i conflitti e raggiungere una visione coerente della materia. Altri hanno sostenuto che l'idea stessa di sintesi o integrazione delle discipline presuppone discutibili impegni politico-epistemici. I critici dei programmi interdisciplinari ritengono che l'ambizione sia semplicemente irrealistica, data la conoscenza e la maturità intellettuale di tutti tranne l'eccezionale studente universitario; alcuni difensori ammettono la difficoltà, ma insistono sul fatto che coltivare l'interdisciplinarità come abitudine mentale, anche a quel livello, è sia possibile che essenziale per l'educazione di cittadini e leader informati e impegnati in grado di analizzare, valutare e sintetizzare informazioni da molteplici fonti in fine di emettere decisioni motivate.
Sebbene sia stato scritto molto sulla filosofia e sulla promessa dell'interdisciplinarità nei programmi accademici e nella pratica professionale, gli scienziati sociali stanno interrogando sempre più i discorsi accademici sull'interdisciplinarità, nonché su come l'interdisciplinarità funzioni effettivamente (e non funzioni) nella pratica. Alcuni hanno dimostrato, ad esempio, che alcune imprese interdisciplinari che mirano a servire la società possono produrre risultati deleteri per i quali nessuno può essere chiamato a rendere conto.

### Politica degli studi interdisciplinari
Dal 1998, c'è stato un aumento del valore della ricerca e dell'insegnamento interdisciplinare e una crescita del numero di diplomi di laurea rilasciati nelle università statunitensi classificate come studi multi o interdisciplinari. Il numero di lauree interdisciplinari rilasciate ogni anno è passato da 7.000 nel 1973 a 30.000 all'anno entro il 2005 secondo i dati del National Center of Educational Statistics (NECS). Inoltre, i leader educativi della Commissione Boyer al presidente della Carnegie Vartan Gregorian ad Alan I. Leshner, CEO dell'American Association for the Advancement of Science hanno sostenuto approcci interdisciplinari piuttosto che disciplinari alla risoluzione dei problemi nel 21º secolo. Ciò è stato ripreso dalle agenzie di finanziamento federali, in particolare dal National Institutes of Health sotto la direzione di Elias Zerhouni, che ha sostenuto che le proposte di sovvenzione siano inquadrate più come progetti collaborativi interdisciplinari che come singoli ricercatori e monodisciplinari.
Allo stesso tempo, molti fiorenti programmi di laurea triennale in studi interdisciplinari esistenti da 30 o più anni sono stati chiusi, nonostante la buona iscrizione. Gli esempi includono Arizona International (precedentemente parte dell'Università dell'Arizona), la School of Interdisciplinary Studies della Miami University e il Department of Interdisciplinary Studies della Wayne State University; altri, come il Department of Interdisciplinary Studies dell'Appalachian State University e il New Century College della George Mason University, sono stati tagliati.

## Esempi

La figura mostra l'interdisciplinarità e la transdisciplinarità della materia "educazione alla gestione del lavoro sociale".

- Scienze della comunicazione: gli studi sulla comunicazione riprendono teorie, modelli, concetti, ecc. di altre discipline indipendenti come la sociologia, le scienze politiche e l'economia e quindi li sviluppano in modo decisivo[35].
- Scienze biologiche e ricerca scientifica: ad esempio i ricercatori possono sintonizzarsi sugli stili di ricerca reciproci mentre lavorano insieme per affrontare i diversi aspetti di un'emergenza, come la pandemia di COVID-19[36][37][38].
- Scienze ambientali: sono una scienza della terra interdisciplinare volta ad affrontare questioni ambientali come il riscaldamento globale e l'inquinamento e comportano l'uso di un'ampia gamma di discipline scientifiche tra cui geologia, chimica, fisica, ecologia e oceanografia[39]. I docenti dei programmi ambientali spesso collaborano in team interdisciplinari per risolvere complessi problemi ambientali globali[40]. Coloro che studiano aree di politica ambientale come diritto ambientale, sostenibilità e giustizia ambientale, possono anche cercare conoscenze nelle scienze ambientali per sviluppare meglio la loro esperienza e comprensione nei loro campi[41].
- Gestione della conoscenza: la disciplina della gestione della conoscenza esiste come un gruppo di scuole di pensiero divergenti sotto un ombrello di gestione della conoscenza globale, basandosi su lavori in informatica, economia, gestione delle risorse umane, sistemi informativi, comportamento organizzativo, filosofia, psicologia e gestione strategica[42].
- Scienza dei materiali: campo che combina gli aspetti scientifici e ingegneristici dei materiali, in particolare i solidi. Copre la progettazione, la scoperta e l'applicazione di nuovi materiali incorporando elementi di fisica, chimica e ingegneria[43].
- Ricerca sulla provenienza: la ricerca interdisciplinare entra in gioco quando si chiarisce il percorso delle opere d'arte nelle collezioni d'arte pubbliche e private e anche in relazione ai resti umani nelle collezioni di storia naturale[44].
- Scienza dello sport: una scienza interdisciplinare che ricerca i problemi e le manifestazioni nel campo dello sport e del movimento in collaborazione con una serie di altre scienze, come la sociologia, l'etica, la biologia, la medicina, la biomeccanica o la pedagogia[45].
- Scienze dei trasporti: un campo della scienza che si occupa dei problemi e degli eventi rilevanti del mondo dei trasporti e collabora con le discipline legali, ecologiche, tecniche, psicologiche o pedagogiche specializzate nell'elaborare i cambiamenti di luogo di persone, merci, messaggi che li caratterizzano[46].
- Venture Research: un'area di ricerca interdisciplinare situata nelle scienze umane che si occupa dell'ingresso consapevole e dell'esperienza di situazioni limite. A tal fine, i risultati della teoria evolutiva, dell'antropologia culturale, delle scienze sociali, della ricerca comportamentale, della psicologia differenziale, dell'etica o della pedagogia vengono elaborati e valutati in modo cooperativo[47][48].

## Esempi storici
Ci sono molti esempi di quando un'idea particolare, quasi nello stesso periodo, nasce in diverse discipline. Un caso è il passaggio dall'approccio di concentrarsi su "segmenti specializzati di attenzione" (adottando una prospettiva particolare), all'idea di "consapevolezza sensoriale istantanea del tutto", un'attenzione al "campo totale", un "senso dell'intero modello, di forma e funzione come unità", una "idea integrale di struttura e configurazione". Questo è successo in pittura (con il cubismo), fisica, poesia, comunicazione e pedagogia. Secondo Marshall McLuhan, questo cambio di paradigma era dovuto al passaggio da un'era plasmata dalla meccanizzazione, che ha portato la sequenzialità, nell'era modellata dalla velocità istantanea dell'elettricità, che ha portato la simultaneità.

## Sforzi per semplificare e difendere il concetto
Un articolo nel Social Science Journal tenta di fornire una definizione semplice, di buon senso, di interdisciplinarità, aggirando le difficoltà di definire quel concetto e ovviando alla necessità di concetti correlati come transdisciplinarità, pluridisciplinarità e multidisciplinarità:
A sua volta, la ricchezza interdisciplinare di due istanze qualsiasi di conoscenza, ricerca o istruzione può essere classificata soppesando quattro variabili: il numero di discipline coinvolte, la "distanza" tra di esse, la novità di ogni particolare combinazione e il loro grado di integrazione.
La conoscenza e la ricerca interdisciplinare sono importanti perché:
1. "La creatività richiede spesso conoscenze interdisciplinari[58].
2. Gli immigrati spesso danno importanti contributi al loro nuovo campo.
3. I disciplinari spesso commettono errori che possono essere rilevati meglio da persone che hanno familiarità con due o più discipline.
4. Alcuni interessanti argomenti di ricerca cadono negli interstizi tra le discipline tradizionali.
5. Molti problemi intellettuali, sociali e pratici richiedono approcci interdisciplinari.
6. La conoscenza e la ricerca interdisciplinare servono a ricordarci l'ideale dell'unità della conoscenza[58].
7. Gli interdisciplinari godono di una maggiore flessibilità nella loro ricerca.
8. Più che disciplinari ristretti, gli interdisciplinari spesso si trattano dell'equivalente intellettuale di viaggiare in nuove terre.
9. Gli interdisciplinari possono aiutare a superare le lacune comunicative nell'accademia moderna, contribuendo così a mobilitare le sue enormi risorse intellettuali per la causa di una maggiore razionalità e giustizia sociale.
10. Collegando discipline frammentate, gli interdisciplinari potrebbero svolgere un ruolo nella difesa della libertà accademica.[56]"

## Citazioni
(H.D.F. Kitto (1957), The Greeks)
(José Ortega y Gasset (1932), The Revolt of the Masses)
(Bertrand Russell)